# Школа в селі Мухавка

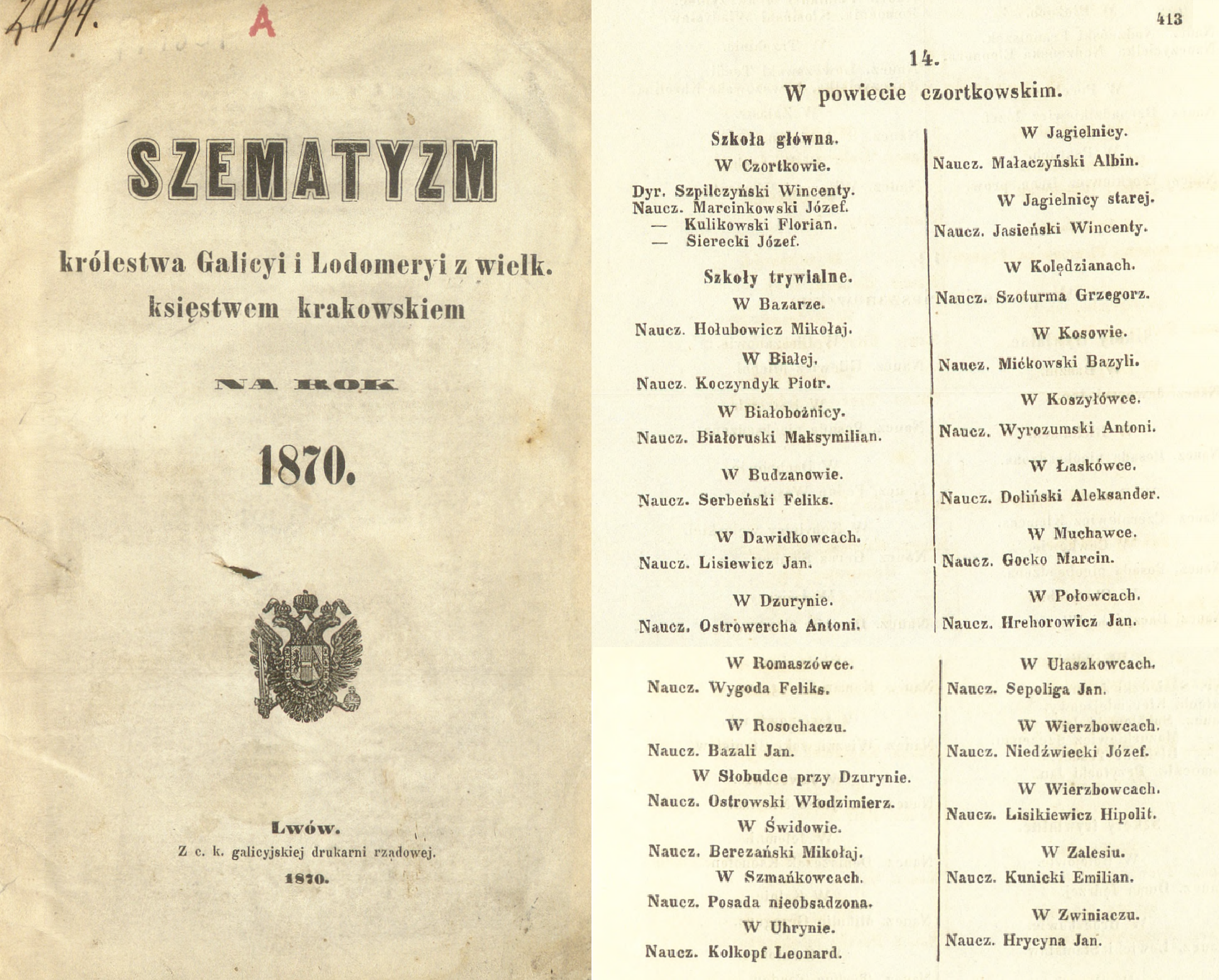
1870 рік - перша письмова згадка про школу в селі Мухавка

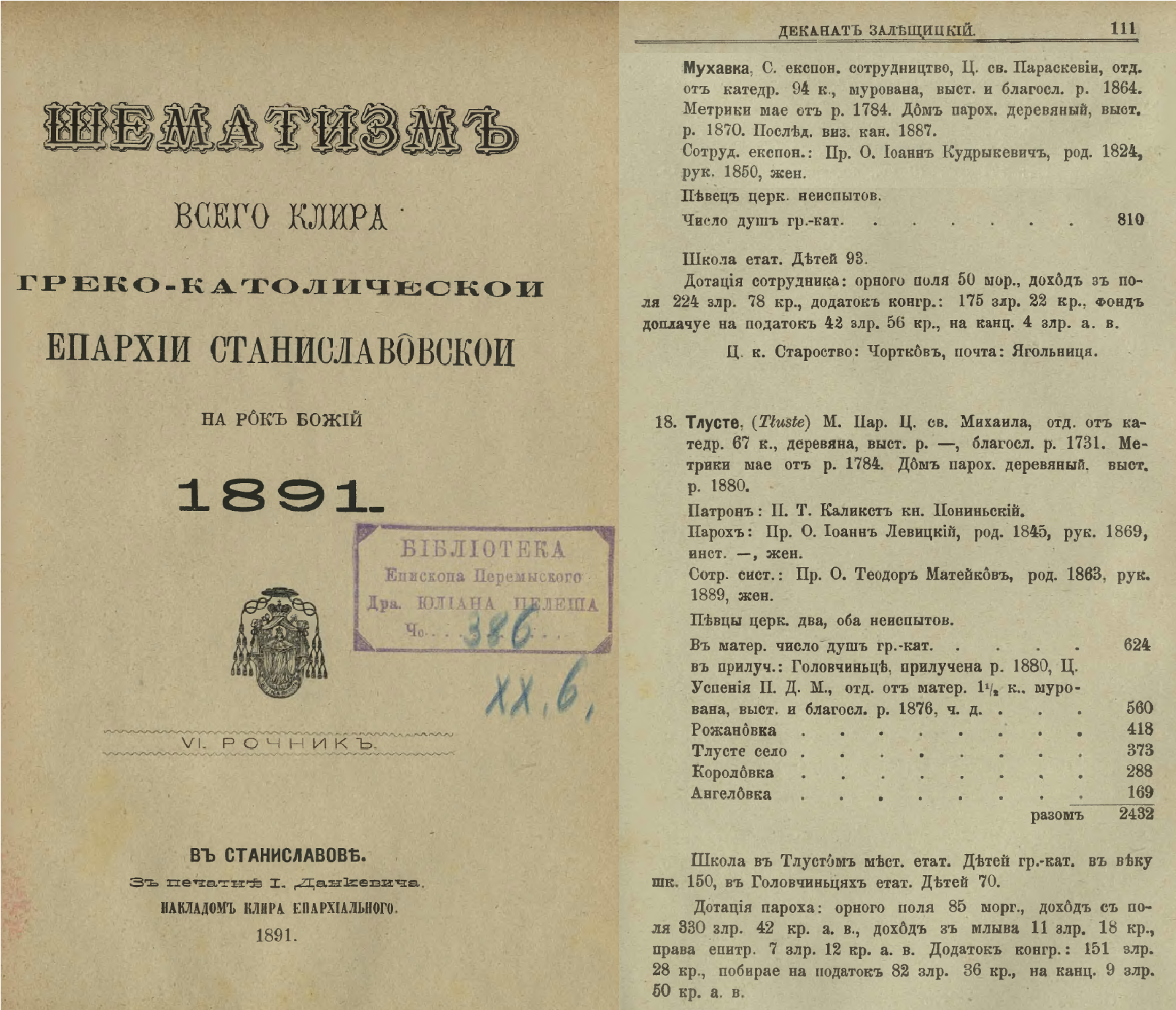
1891 рік - перша письмова згадка про 1-но класну школу в селі Мухавка

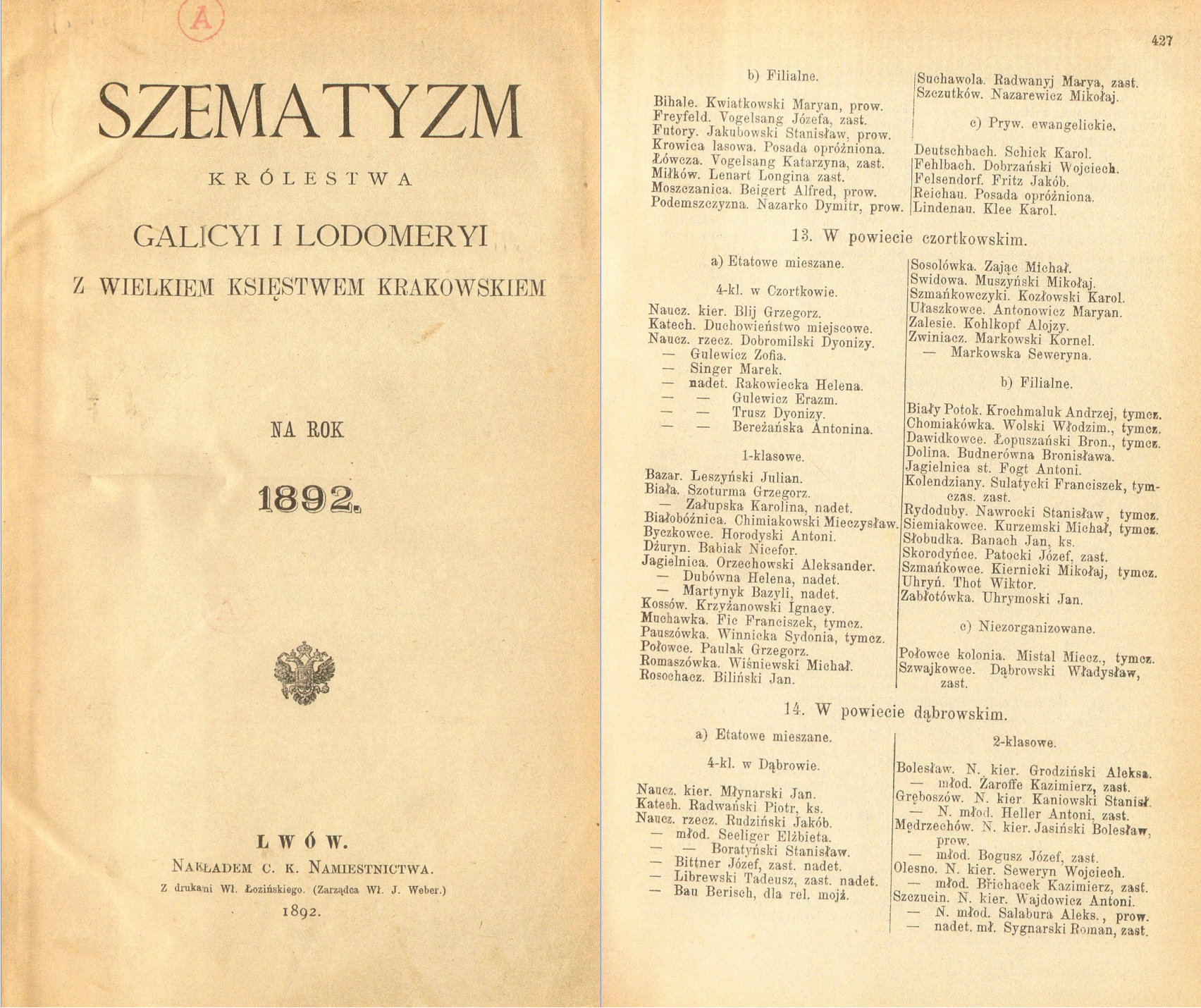
1892 рік - письмова згадка про 1-но класну школу в селі Мухавка

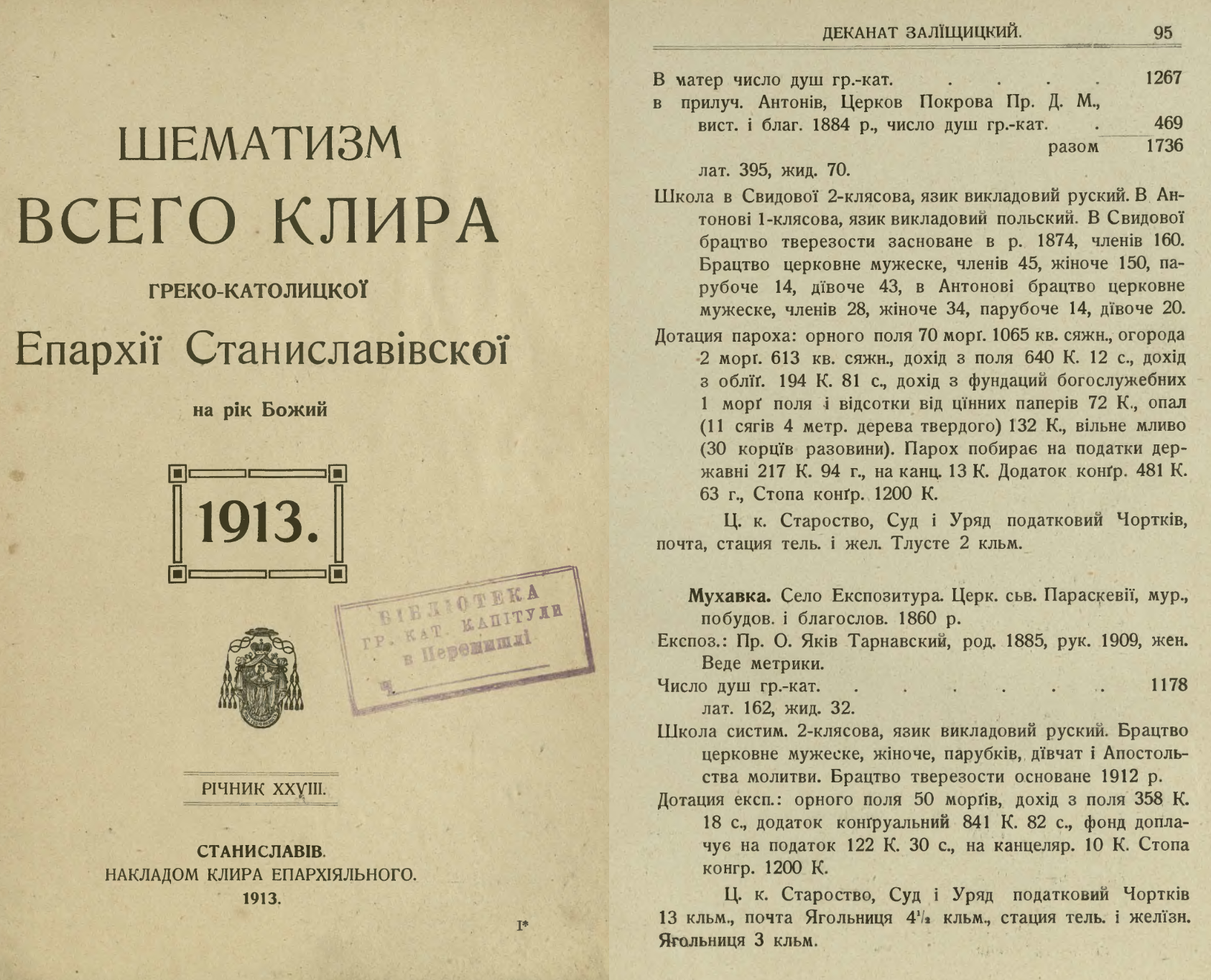
1913 рік - перша письмова згадка про 2-во класну школу в селі Мухавка (навч. укр. мовою)

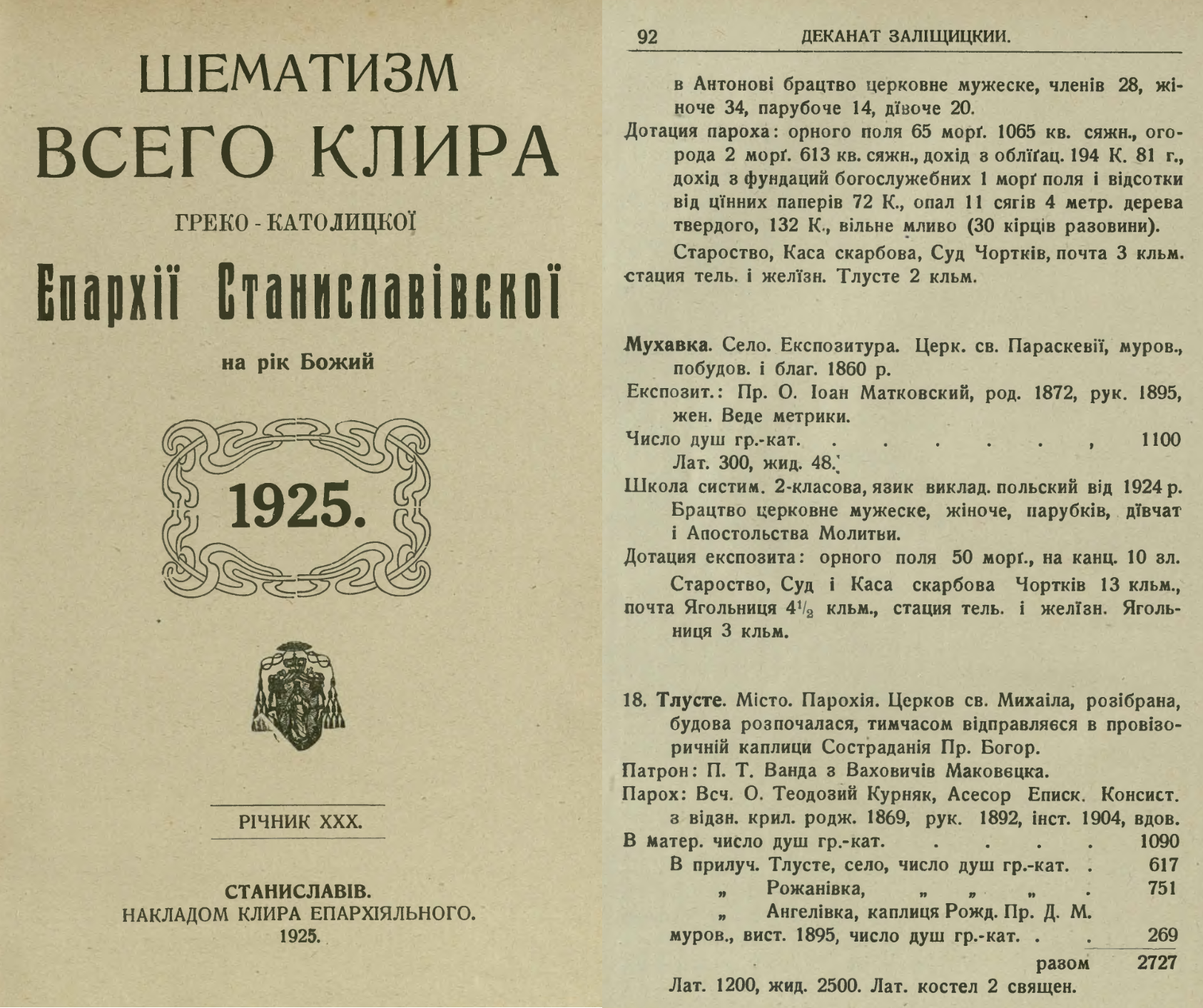
Письмова згадка про 2-во класну школу в селі Мухавка від 1924 року (навчання пол. мовою)

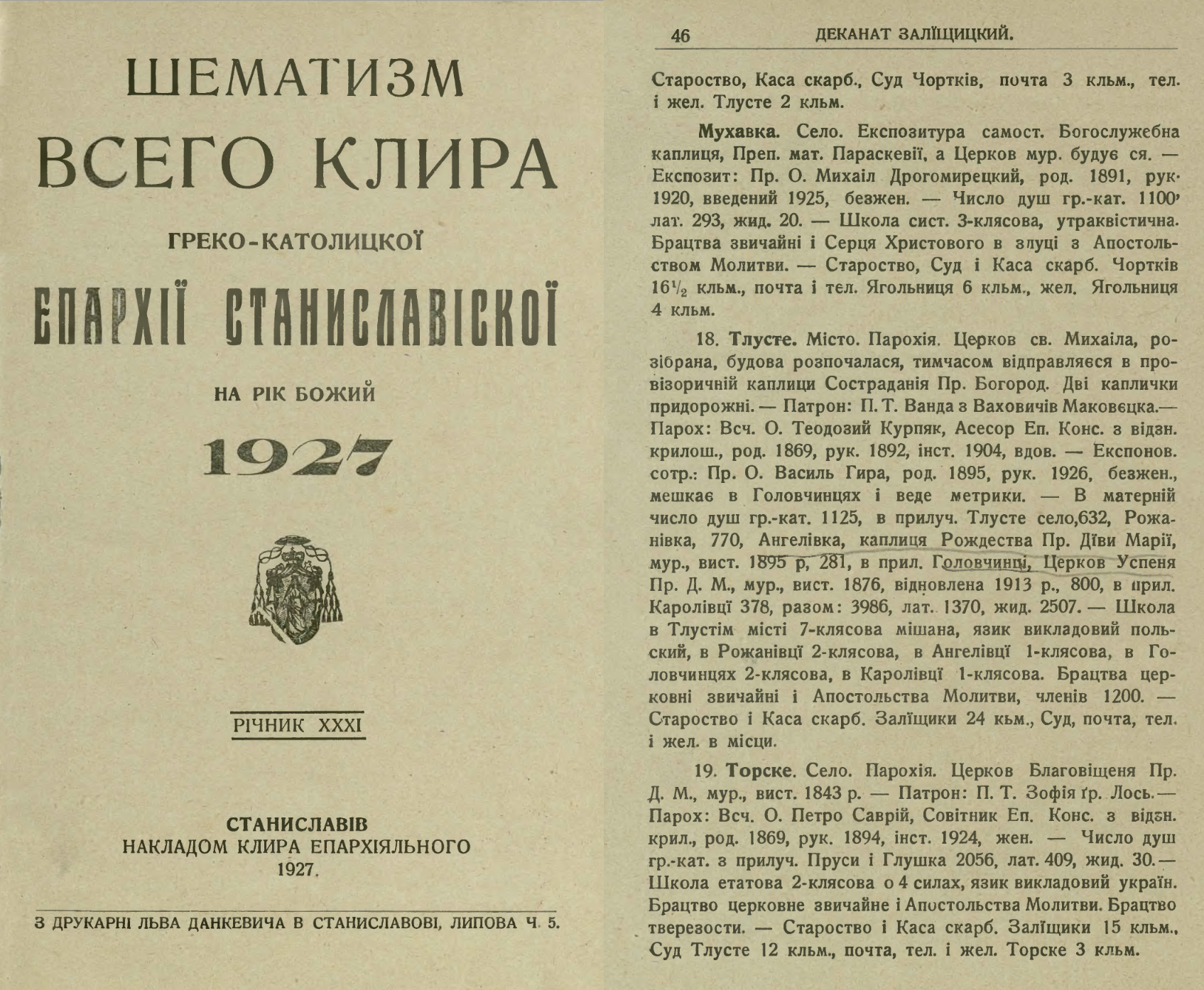
1927 рік - письмова згадка про 3-х класну школу в селі Мухавка (навч. укр. і пол. мовами)

Школа в селі Мухавка (офіційно: Мухавська філія Ягільницького опорного закладу загальної середньої І-ІІІ ступенів Нагірянської сільської ради) — середній освітній навчальний заклад — гімназія з початковою школою I-II ступенів в с. Мухавка, Нагірянської сільської громади, Тернопільської області.

## Історія
Розвиток освіти у селі Мухавка почався ще з другої половини ХІХ століття.
Згідно письмових даних  в 1870 році вже функціонувала початкова школа (szkoła trywialna) під керівництвом учителя Гоцко Марціна (Gocko Marcin).
У 1880 році в школі вже було дві класні кімнати. Ця невелика будівля розташовувалась на території теперішнього подвір’я школи. У школі навчалося 34 учні.
У 1891 році в школі вже навчалось 93 учні і навчання велось українською мовою.
Сучасне приміщення школи було побудоване в 1910 році на території де знаходилась і стара школа.
З 1913 року школа була двокласною і навчалися учні вже у кожному класі  2 роки, навчання велось і надалі українською мовою. Директором школи було призначено Крижановського Кароля, а вчителькою його дружину Анелю, що були поляками за національністю.
До 1920 року вчителями були українець Маркевич Михайло Франкович і австрієць Штирліга Август.
З 1924 року навчання в школі почалось вестись польською мовою.
З 1927 року школа стала 3-х класною утраквістичною, в якій навчання велось двома мовами: українською і польською.
У 1928 році на посаду директора був призначений М. І. Руслановський, а вчителькою стала його дружина – Руслановська Марія. Навчалися діти у 2-3-4 класах по два роки до досягнення чотирнадцятирічного віку. Після її закінчення можна було продовжити навчання за високу плату в Ягільницькій семирічній школі.
У роки війни (1939-1945 рр.) в селі Мухавка теж діяла школа.
У повоєнний час ( 1945-1949 рр.) директором працював Ліщинський Тарас Володимирович. Вчителями були Шевчик Г., Горотанська Д.М. і Стасюк Г., Тильний П.
У 1949 році школа була реорганізована в семирічну. Директором був призначений Тимощук Л.В.
У 1952 році відбувся перший випуск Мухавської семирічної школи. Випускників було 28.
У 1958 році було розширено приміщення школи – добудовано дві класні кімнати. Школа уже стала восьмирічною, перший випуск був у 1961 році. Навчалося тоді 77 учнів. Працювало 12 вчителів. Із них було 10 з вищою і 2 з незакінченою вищою освітою.
З 1 березня 1961 року директором школи став Грушицький П.Т.
У 1964 році недалеко від основного корпусу школи побудоване ще одне приміщення. Де розміщено шкільну їдальню, майстерню і бібліотеку.
З 1989 року директором школи було призначено Грищука О.А.
У 1991 році школа була реорганізована в дев’ятирічну.
З 2010 року директором школи було призначено Куривчак Т. І. 
| Школа в селі Мухавка | Капличка на території школи |

Хронологія подій:
- за Австро-Угорщини:
  - 1870 — перша письмова згадка про початкову школу в селі Мухавка (szkoła trywialna), учителем зазначений Гоцко Марцін (Gocko Marcin).[1]
  - 1891 — 1-но класна школа з українською мовою навчання (93 дітей).[2][3]
  - 1910 — побудоване сучасне шкільне приміщення.
  - 1913 — 2-во класна школа, викладання українською мовою.[4][5]
  - 1912-1920 рр. – у школі працює двоє вчителів.
- за Польської Республіки:
  - 1924 — 2-во класна школа, викладання польською мовою.[6]
  - 1927 — 3-х класна школа, утраквістична (двомовна: українська, польська).[7]
  - 1928 — директором школи призначено М. І. Руслановського.
- за Української Радянської Соціалістичної Республіки:
  - 1945 — директором став Т. В. Ліщинський.
  - 1949 — школу реорганізовано в семирічну. Директором призначено Л. В. Тимощука.
  - 1952 — перший випуск Мухавської семирічної школи.
  - 1958 — розширено приміщення школи.
  - 1961 — перший випуск восьмирічної школи. Директором призначено П. Т. Грушицького.
  - 1964 —  збудовано ще одне шкільне приміщення.
  - 1989 — директором школи призначено О. А. Грищука.
- за незалежної України:
  - 1991 — школу реорганізовано в дев’ятирічну.
  - 2010 — директором школи призначено Т. І. Куривчак.

## Гуртки та секції
Для розвитку учнів у школі, під керівництвом Червінського Володимира Ярославовича, діє  гурток з художньої самодіяльністі.

## Сучасність
Спроможність закладу освіти (учнів): 120
Кількість учнів: 43
Кількість класів: 5
Кількість приміщень: 22
Кількість інклюзивних класів: 1
Кількість учнів у них: 1

## Директори
| П.І.Б.              | Рік призначення |
| ------------------- | --------------- |
| М. І. Руслановський | 1928            |
| Т. В. Ліщинський    | 1945            |
| Л. В. Тимощук       | 1949            |
| П. Т. Грушицький    | 1961            |
| О. А. Грищук        | 1989            |
| Т. І. Куривчак      | 2010            |

### Адміністрація
- Пастух Іван Володимирович — заступник директора з навчально-виховної роботи
- Кучерява Надія Василівна — заступник директора з виховної роботи

### Вчителі
У школі працює 14 вчителів.
Куривчак Тетяна Іванівна - директор школи, вчитель художньої культури та трудового навчання
Климів Оксана Богданівна - вчитель початкових класів
Кучерява Тетяна Іванівна - вчитель початкових класів
Гураль Наталія Іванівна - вчитель
Червінський Володимир Ярославович - вчитель музики і трудового навчання
Мацейків Михайло Йосипович - вчитель фізики, математики та інформатики
Дерманська Тетяна Михайлівна - вчитель історії і правознавства
Синільник Олена Орестівна - вчитель географії, біології, ОБЖ, трудового навчання
Онищук Наталія Борисівна - вчитель хімії,бібліотекар
Сандецька Оксана Богданівна - вчитель початкових класів
Петрочко Лілія Олександрівна - вчитель англійської мови
Атаманюк Тетяна Богданівна - вчитель зарубіжної літератури

## Статистика
| Рік       | Школа | Мова викладання       | Педагоги Прізвище, Ім'я                                                                | Кількісь учнів |
| --------- | ----- | --------------------- | -------------------------------------------------------------------------------------- | -------------- |
| 1870-1877 | 1 кл. | українська            | Gocko Marcin (Гоцко Марцін)                                                            |                |
| 1880      | 1 кл. | українська            | посада вакантна                                                                        | 34             |
| 1882      | 1 кл. | українська            | Charyk Bazyli (Чарик Василь)                                                           |                |
| 1885-1887 | 1 кл. | українська            | посада вакантна                                                                        |                |
| 1891-1893 | 1 кл. | українська            | Fic Franciszek (Фік Францішек)                                                         | 93             |
| 1895-1896 | 1 кл. | українська            | Fic Antoni (Фік Антон)                                                                 |                |
| 1897      | 1 кл. | українська            | Iwanicka Helena (Іваницька Гелена)                                                     |                |
| 1899      | 1 кл. | українська            | Lozinski Mieczyslaw (Лозінський Мечислав)                                              |                |
| 1900      | 1 кл. | українська            | Mazurkiewicz Stanislaw (Мазуркевич Станіслав)                                          |                |
| 1901-1912 | 1 кл. | українська            | Krzyżanowski Stanislaw (Крижановський Станіслав)                                       |                |
| 1913      | 2 кл. | українська            | Krzyżanowski Stanislaw (Крижановський Станіслав) Hassowna Zofia (Гассовна Софія)       |                |
| 1914      | 2 кл. | українська            | Krzyżanowski Stanislaw (Крижановський Станіслав) Zewkowna Jozefina (Зевковна Жозефіна) |                |
| 1915      | 2 кл. | українська            | Markewicz Michał (Маркевич Михайло) Stirlig August (Штирліг Август)                    |                |
| 1916      | 2 кл. | українська            | Markewicz Michał (Маркевич Михайло) Stirlig August (Штирліг Август)                    |                |
| 1917      | 2 кл. | українська            | Markewicz Michał (Маркевич Михайло) Stirlig August (Штирліг Август)                    |                |
| 1918      | 2 кл. | українська            | Markewicz Michał (Маркевич Михайло) Stirlig August (Штирліг Август)                    |                |
| 1919      | 2 кл. | українська            | Markewicz Michał (Маркевич Михайло) Stirlig August (Штирліг Август)                    |                |
| 1920      | 2 кл. | українська            | Markewicz Michał (Маркевич Михайло) Stirlig August (Штирліг Август)                    |                |
| 1924-1927 | 2 кл. | польська              |                                                                                        |                |
| 1927      | 3 кл. | українська і польська |                                                                                        |                |
| 1928      | 3 кл. | українська і польська | директор Руслановський М.І. учитель Руслановська Марія                                 |                |
| 1938      | 3 кл. | українська і польська | директор Руслановський М.І. учитель Руслановська Марія                                 |                |
| 1939      | 3 кл. | українська і польська | директор Руслановський М.І. учитель Руслановська Марія                                 |                |
| 1939-1945 | 3 кл. | українська            |                                                                                        |                |
| 1945-1949 | 7 кл. | українська            | директор Ліщинський Т. В. учителі: Шевчик Г., Горотанська Д.М., Стасюк Г., Тильний П.  |                |
| 1949      | 7 кл. | українська            | директор Тимощук Л.В.                                                                  |                |
| 1958      | 8 кл. | українська            | директор Тимощук Л.В.                                                                  | 77             |
| 1961      | 8 кл. | українська            | директор Грушицький П.Т.                                                               |                |
| 1989      | 8 кл. | українська            | директор Грищук О.А.                                                                   |                |
| 1991      | 9 кл. | українська            | директор Грищук О.А.                                                                   |                |
| 2010      | 9 кл. | українська            | директор Куривчак Т. І.                                                                |                |
| 2020      | 9 кл. | українська            | директор Куривчак Т. І.                                                                | 43             |